# Adonisea exaltata
Adonisea exaltata là một loài bướm đêm trong họ Noctuidae.